# Strzeczona
Strzeczona  (deutsch Stretzin) ist ein Dorf in der Woiwodschaft Pommern in Polen. Es gehört zur Gmina Debrzno (Gemeinde Schlochau) im Powiat  Człuchowski (Schlochauer Kreis).

## Geschichte
1340 stellte der Hochmeister des Deutschen Ordens Dietrich von Altenburg die Handfeste aus über 110 Hufen in Stretzin „an sechs Brüder aus zu freiem und erblichem Besitz mit Mühlen-, Markt- und Gerichtsrechten unter der Verpflichtung des Dienstes für den Deutschen Orden“.
Das Dorf Stretzin war lt. Urkunde 1356 im Besitz des Ritters Paul Stange, der scheinbar eine Dorfverfassung eingeführt hatte, denn er verlieh 1358 das Schulzenamt an Nycolaus Steger zu Kulmer Recht.
Um 1490 wurde die Walkmühle durch den Schlochauer Komtur an Claus Ringe verliehen und der Orden hatte dort ein Vorwerk, was darauf schließen lässt, dass das Dorf nun direkter Besitz des Ordens war.
1542 wird als Schulze David Templin aufgeführt.
Zwischen 1818 und 1945 gehörte Stretzin zum preußischen Landkreis Schlochau, damit lag das Dorf in dem Teil Westpreußens, der nach dem Ersten Weltkrieg im Deutschen Reich verblieb, zur Grenzmark Posen-Westpreußen kam und von 1938 bis 1945 zur Provinz Pommern gehörte.
Heute liegt das ehemalige Kreisgebiet in der polnischen Woiwodschaft Pommern.

### Hacksilberfund
In Stretzin wurden besonders umfangreiche Funde an Hacksilber zutage gefördert; der Fund von Stretzin enthielt 1420 Münzen. Die Vergrabung Münzen wird auf Ende des 11. Jahrhunderts datiert und lässt auf einen regen Warenhandel bzw. -austausch schließen, der insbesondere auf die späteren Kreise Schlochau und Flatow zielte, die dichter besiedelt waren.

## Wohnplätze
Zur Landgemeinde Stretzin zählten bis 1945:
- Buchhof, Gut Buchhof, Bukowo
- Neu Stretzin
- Stretzin, Strzeczona (Försterei)
- Wassermühle, Stretziner Mühle, Strzeczonka
- Windmühle, Strzeczona
- der Weiler Kamień (Strzeczona) (Schildberg)

## Kirche
Das Gebäude der katholischen Kirche stammt aus dem Jahre 1672.

## Verkehr
Strzeczona liegt westlich von Schlochau in 20 km Entfernung, bis nach Szczecinek sind es von Strzeczona westlich 43 km.
Die nächstgelegenen Bahnhöfe liegen in Czarne (Hammerstein) oder in Schlochau an der Staatsbahnlinie von Chojnice (Konitz) nach Runowo Pomorskie (Ruhnow).

## Persönlichkeiten, die mit dem Ort in Verbindung stehen
- Walther Nehring, General, (* 15. August 1892 in Stretzin; † 20. April 1983 in Düsseldorf)
- Walter Panknin, Maschinenbauingenieur und Hochschullehrer (* 28. März 1925 in Stretzin; † 27. Oktober 2015 in München)
- Paul A. Miedtke, US-amerikanischer Musiker und Marschmusikkomponist, Sohn deutscher Einwanderer aus Stretzin (* 25. September 1894 in Milwaukee, Wisconsin; † 24. März 1959 ebenda)